# Казаков, Валерий Петрович
Вале́рий Петро́вич Казако́в (11 июля 1934 года, с. Владимиро-Александровское (ныне Партизанского района Приморского края) — 6 августа 2010) — российский советский физико-химик. Член-корреспондент Академии наук СССР (с 1990 года, член-корреспондент РАН с 1991).

## Биография
Окончил химический факультет Ленинградского государственного университета в 1957 году. После чего с 1959 по 1968 годы работал в Институте теплофизики СО АН СССР. В 1969 году перешёл на работу в Институт органической химии Башкирского научного центра АН СССР, сейчас Институт органической химии Уфимского научного центра РАН, где c 1970 г. заведовал лабораторией химической физики.
Одновременно в 1987—1993 гг. являлся заместителем председателя Президиума Башкирского научного центра Уральского отделения РАН.
Основные научные труды в области комплексных соединений золота, платины, радиолюминесценции растворов тяжелых металлов, хемилюминесценции и люминесценции кристаллов, твердофазным низкотемпературным химическим реакциям, химии соединений ксенона.
Автор свыше 490 научных трудов, 22 изобретений, автор и соавтор шести монографий, под его руководством подготовлены шесть докторов и 25 кандидатов наук.

## Научные труды
- В. П. Казаков. Хемилюминесценция уранила, лантаноидов и d-элементов. 176 с, М. Наука 1980
- В. П. Казаков, Г. Л. Шарипов. Радиолюминесценция водных растворов. Отв. ред. Р. Ф. Васильев; АН СССР, 135 с, М. Наука 1986
- С. В. Лотник, В. П. Казаков. Низкотемпературная хемилюминесценция. Отв. ред. Р. Ф. Васильев; АН СССР, 174 с, М. Наука 1987
- С. В. Лотник, В. П. Казаков. Нефарадеевский электролиз, 34 с, Препр. Уфа Б. и. 1988
- Г. Л. Шарипов, В. П. Казаков, Г. А. Толстиков. Химия и хемилюминесценция 1,2-диоксетанов. 288 с, М. Наука, 1990 ISBN 5-02-001327-7
- Р. Г. Булгаков, В. П. Казаков, Г. А. Толстиков. Хемилюминесценция металлоорганических соединений. 220 с., М. Наука, 1989 ISBN 5-02-001374-9

## Награды
- Медаль ордена «За заслуги перед Отечеством» II степени (2002) — за заслуги в научной и педагогической деятельности и многолетнюю добросовестную работу[2]